# نفت غیرمتعارف
نفت غیرمتعارف به انواعی از منابع نفتی گفته می‌شود که با روش‌های غیرمتعارف به دست می‌آید. بسیاری از کشورها که منابع بزرگی از این نفت دارند (عمده آن در ایالات متحده آمریکا(نفت شیل) و کانادا(ماسه های نفتی)(که مجموع این دو بیش از تمام ذخایر نفتی معمولی دنیاست !!) در حال سرمایه‌گذاری برای پیدا کردن راه‌های مقرون‌به‌صرفه برای استحصال این نوع نفت هستند که این به دلیل کاهش منابع نفت متعارف در سرتاسر جهان است. نفت فوق سنگین، ماسه‌های نفتی و نفت شیل از انواع نفت‌های غیرمتعارف هستند.

## تعریف دقیق‌تر
شکل معمولی نفت که همواره راحت‌تر استخراج می‌شود و هم نقل و انتقال آن آسان‌تر و معمولاً به شکل مایع دیده می‌شود نفت متعارف نامیده می‌شود. تشکیل نفت به صورت مایع معمولاً در نواحی نظیر ایران، عربستان و عراق که امکان رسوخ نفت به لایه‌های پایین‌تر در آن وجود دارد رخ می‌دهد. اما در برخی اماکن دیگر نظیر کانادا که در آن بستر سنگی یکنواخت و معمولاً نزدیک به سطح زمین وجود دارد نفت در همان لایه‌های بالایی باقی می‌ماند و و با مواد محیطی مانند ماسه مخلوط شده و در طول زمان به شکل جامد در می‌آید.